# Nikita Krjukov
Nikita Valer'evič Krjukov (in russo Никита Валерьевич Крюков?; Mosca, 30 maggio 1985) è un ex fondista russo.

## Biografia
In Coppa del Mondo ha esordito il 25 novembre 2006 nello sprint a tecnica classica di Kuusamo (31°), ha ottenuto il primo podio il 28 novembre 2009 nella medesima gara e nella medesima località (3°) e la prima vittoria il 21 dicembre 2013 ad Asiago, sempre in una sprint a tecnica classica.
In carriera ha preso parte a due edizioni dei Giochi olimpici invernali, Vancouver 2010 (1° nello sprint) e Soči 2014 (11° nello sprint, 2° nella sprint a squadre), e a quattro dei Campionati mondiali, vincendo cinque medaglie.
Nell'ambito delle inchieste sul doping di Stato in Russia, il 22 dicembre 2017 il Comitato Olimpico Internazionale ha accertato una violazione delle normative antidoping da parte di Krjukov in occasione delle Olimpiadi di Soči, annullando conseguentemente i risultati ottenuti e proibendogli di partecipare a future edizioni dei Giochi olimpici. Il 1º febbraio 2018 il Tribunale Arbitrale dello Sport ha però accolto il ricorso presentato da Krjukov contro tale decisione; conseguentemente, anche la Federazione Internazionale Sci ha revocato la propria sospensione.

## Palmarès

### Olimpiadi
- 2 medaglie:
  - 1 oro (sprint a Vancouver 2010)
  - 1 argento (sprint a squadre a Soči 2014)

### Mondiali
- 5 medaglie:
  - 3 ori (sprint, sprint a squadre a Val di Fiemme 2013; sprint a squadre a Lahti 2017)
  - 1 argento (sprint a squadre a Falun 2015)
  - 1 bronzo (sprint a squadre a Oslo 2011)

### Coppa del Mondo
- Miglior piazzamento in classifica generale: 21º nel 2010
- 14 podi (9 individuali, 5 a squadre):
  - 3 vittorie (2 individuali, 1 a squadre)
  - 2 secondi posti (a squadre)
  - 9 terzi posti (7 individuali, 2 a squadre)

#### Coppa del Mondo - vittorie
| Data             | Località             | Nazione   | Spec.                         |
| ---------------- | -------------------- | --------- | ----------------------------- |
| 21 dicembre 2013 | Asiago               | Italia    | SP TC                         |
| 12 gennaio 2014  | Nové Město na Moravě | Rep. Ceca | TS TC (con Maksim Vylegžanin) |
| 11 febbraio 2016 | Stoccolma            | Svezia    | SP TC                         |

Legenda:

TC = tecnica classica

SP = sprint

TS = sprint a squadre

#### Coppa del Mondo - competizioni intermedie
- 5 podi di tappa:
  - 3 vittorie
  - 1 secondo posto
  - 1 terzo posto

##### Coppa del Mondo - vittorie di tappa
| Data             | Località   | Nazione   | Competizione   | Disciplina |
| ---------------- | ---------- | --------- | -------------- | ---------- |
| 17 marzo 2010    | Stoccolma  | Svezia    | Finali         | SP TC      |
| 31 dicembre 2011 | Oberstdorf | Germania  | Tour de Ski    | SP TC      |
| 30 novembre 2012 | Kuusamo    | Finlandia | Nordic Opening | SP TC      |

Legenda:

TC = tecnica classica

TL = tecnica libera

SP = sprint